# Betmanowe
Betmanowe (ukr. Бетманове; wcześniej Krasnyj Partyzan - ukr. Красний Партизан, ros. Красный Партизан, Krasnyj Partizan - ta druga nazwa stosowana jest nadal przez samozwańczą Doniecką Republikę Ludową) – osiedle na Ukrainie, w obwodzie donieckim, w rejonie pokrowskim. W 2001 liczyło 913 mieszkańców.